# 218
Het jaar 218 is het 18e jaar in de 3e eeuw volgens de christelijke jaartelling.

## Gebeurtenissen

### Syrië
- 15 mei - Julia Maesa, een tante van de vermoorde Keizer Caracalla, laat haar kleinzoon Elagabalus (hogepriester van de zonnegod El Gebal) in Syria tot keizer van Rome uitroepen.
- 8 juni - Slag bij Antiochië: De 14-jarige Elagabalus verslaat met steun van de Syrische legioenen het leger van keizer Macrinus. Hij wordt later in Cappadocië geëxecuteerd.
- Diadumenianus, zoon van Macrinus, vlucht na de veldslag naar het Parthische hof van koning Artabanus IV. Hij wordt echter onderweg gevangengenomen en gedood.

## Geboren
- Publius Licinius Egnatius Gallienus, keizer van het Romeinse Rijk (overleden 268)

## Overleden
- Marcus Opellius Macrinus (54), keizer van het Romeinse Keizerrijk
- Marcus Opellius Antoninus Diadumenianus (10), keizer en zoon van Macrinus